# Pillar, Antarktis
Pillar är en bergstopp i Antarktis. Den ligger i Östantarktis. Nya Zeeland gör anspråk på området. Toppen på Pillar är 2 meter över havet.
Terrängen runt Pillar är kuperad. Havet är nära Pillar åt sydväst. Trakten är obefolkad. Det finns inga samhällen i närheten. 